# Leonard Warren
Leonard Warenoff conocido artísticamente como Leonard Warren (Nueva York, 21 de abril de 1911 - Nueva York, 4 de marzo de 1960) fue un barítono estadounidense.
Desarrolló su carrera principalmente en el teatro de ópera del Metropolitan, en cuyo escenario murió, en mitad de una representación. Formó parte del célebre elenco del Metropolitan Opera de la década del 50, formado por cantantes tan reputados como Zinka Milanov, Renata Tebaldi, Jarmila Novotna, Eleanor Steber, Bidu Sayão, Erna Berger, Roberta Peters, Licia Albanese, Jussi Björling, Jan Peerce, Richard Tucker, Giuseppe Di Stefano, Ramón Vinay o Mado Robin.
Warren integra la lista de notables barítonos verdianos americanos junto a Cornell MacNeil, Lawrence Tibbett, Robert Merrill y Sherrill Milnes.

## Biografía
Warren nació en el Bronx de padres inmigrantes judíos rusos. En sus inicios trabajó en el negocio de pieles de su padre. En 1935, se unió al coro de la Radio City Music Hall. En 1938, hizo las audiciones en el Metropolitan Opera. A pesar del hecho de Warren era obviamente un principiante, sus condiciones eran evidentes, y se le dio de inmediato un contrato. El Met lo envió a Italia ese verano con una beca de estudio.
A su regreso a América, Warren hizo su debut en concierto en el Metropolitan Opera con extractos de La traviata y Pagliacci en noviembre de 1938. Su debut formal tuvo lugar allí en enero de 1939, cuando cantó Paolo en Simon Boccanegra. Poco después siguiió un contrato de grabación con RCA Victor.
Desde que reemplazó a Lawrence Tibbett en el Mew con gran éxito, fue considerado "el barítono de la casa". Su carrera principal se desarrolló en esa institución (cantó más de 600 funciones con la compañía durante 22 temporadas) pero también cantó en Florencia, San Francisco, Chicago, Nueva Orleans y México (junto a Maria Callas en 1950 en Aida e Il Trovatore), en el Teatro Colón de Buenos Aires (1942, 1943, 1946 como Falstaff, Amonasro, Germont, Simon, Rigoletto, Tonio y Renato), en La Scala, en 1954 cantó junto con la soprano francesa Mado Robin Rigoletto de Verdi y en 1958 fue de gira por Rusia.
Sus roles principales fueron Tonio en Pagliacci, Alfio en Cavalleria Rusticana, Escamillo en Carmen, Scarpia en Tosca, Barnaba en La Gioconda, Rangoni en Borís Godunov, Gerard en Andrea Chénier, siendo considerado uno de los mejores barítonos verdianos de su época: Rigoletto, Il trovatore, Macbeth, Simón Boccanegra, Iago en Otello, Amonasro en Aida, Renato en Un ballo in maschera, Germont en La Traviata, Falstaff y Don Carlo en Ernani y La forza del destino, ópera en la que pereció de un infarto masivo en escena durante el aria "Urna fatale". 
Warren participó en un hito histórico de la televisión en 1948, cuando cantó en la transmisión en vivo por primera vez desde el Metropolitan Opera. Se trató del Otello de Verdi. La obra se transmitió completa por  ABC-TV el 29 de noviembre de 1948, la noche de apertura de la temporada. Ramón Vinay fue Otelo, Licia Albanese fue Desdémona, y Warren cantó el papel de Iago.
Junto a Jan Peerce y Renata Tebaldi, Leonard Warren integró el elenco sin par en el histórico Un ballo in maschera que por primera vez abrió las puertas de la lírica en el Metropolitan Opera House a una cantante negra: Marian Anderson.
Se convirtió al catolicismo por el influjo de su mujer Agathe.
En 1986 se creó la Fundación Leonard Warren de apoyo a los jóvenes cantantes, dirigida por Barrett Crawford y la hermana de Warren, Vivien.
En 2000 la Fundación patrocinó tanto la  biografía Leonard Warren, American Baritone como una serie de discos con sus mejores actuaciones.

## Muerte
La última actuación completa de Warren fue en el papel principal de  Simon Boccanegra  el 1º de marzo de 1960 en el Met . Tres días más tarde, en una representación de La forza del destino con Renata Tebaldi, Warren murió en el escenario. Testigos oculares incluyendo Rudolf Bing informaron de que Warren había completado el aria del acto III de La Forza del Destino, que comienza con el recitativo  morir, tremenda cosa, y se suponía que al abrir una carpeta sellada, y examinar sus contenidos y gritaría  É salvo! O gioia!  antes de lanzarse a la vigorosa cabaletta. Bing cuenta que en lugar de eso Warren simplemente se quedó en silencio y cayó de bruces. La causa de la muerte fue determinada como una masiva hemorragia cerebral; Warren tenía sólo cuarenta y ocho años de edad. Su muerte afectó la programación del Met por varios de los años siguientes; ya que había sido elegido entre otros para el papel principal del Nabucco  de Verdi durante la temporada 1960-61. Leonard Warren está enterrado en el Cementerio Putnam de Santa María en Greenwich, Connecticut.

## Discografía de referencia

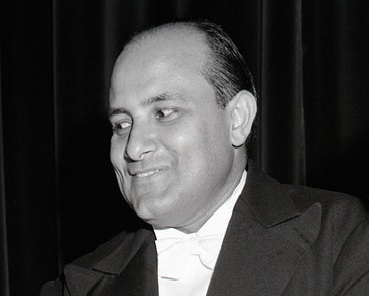
Leonard Warren

- Leonard Warren Commemorative - Opera Arias And Concert Songs
- Leoncavallo: I Pagliacci / Cellini
- Ponchielli: La Gioconda / Previtali
- Puccini: Tosca / Leinsdorf
- Verdi: Aida / Perlea
- Verdi: Il Trovatore / Cellini
- Verdi: Il Trovatore / Gui
- Verdi: La Forza Del Destino / Previtali
- Verdi: La Traviata / Monteux
- Verdi: Macbeth / Gui
- Verdi: Macbeth / Leinsdorf
- Verdi: Rigoletto / Cellini
- Verdi: Rigoletto / Cleva
- Verdi: Un ballo in maschera (selección) / Mitropoulos